# Kettes szánkó az 1984. évi téli olimpiai játékokon
Az 1984. évi téli olimpiai játékokon a szánkó kettes versenyszámát február 15-én rendezték a Trebević-hegyen. Az aranyérmet a nyugatnémet Hans Stanggassinger, Franz Wembacher összeállítású páros nyerte meg. A versenyszámban nem vett részt magyar páros.

## Eredmények
A verseny két futamból állt. A két futam időeredményének összessége határozta meg a végső sorrendet. Az időeredmények másodpercben értendők. A futamok legjobb időeredményei vastagbetűvel olvashatóak.
| Helyezés | Csapat                                                          | 1.     | 2.     | Össz.    |
| -------- | --------------------------------------------------------------- | ------ | ------ | -------- |
| Arany    | NSZK (FRG)-1 · Hans Stanggassinger · Franz Wembacher            | 41,880 | 41,740 | 1:23,620 |
| Ezüst    | Szovjetunió (URS)-1 · Jevgenyij Belouszov · Alekszandr Beljakov | 41,813 | 41,847 | 1:23,660 |
| Bronz    | NDK (GDR)-1 · Jörg Hoffmann · Jochen Pietzsch                   | 41,996 | 41,891 | 1:23,887 |
| 4.       | Ausztria (AUT)-1 · Georg Fluckinger · Franz Wilhelmer           | 42,013 | 41,889 | 1:23,902 |
| 5.       | Ausztria (AUT)-2 · Günther Lemmerer · Franz Lechleitner         | 42,188 | 41,945 | 1:24,133 |
| 6.       | Olaszország (ITA)-1 · Hansjörg Raffl · Norbert Huber            | 42,369 | 41,984 | 1:24,353 |
| 7.       | Szovjetunió (URS)-2 · Juris Eisaks · Einārs Veikša              | 42,078 | 42,288 | 1:24,366 |
| 8.       | NSZK (FRG)-2 · Thomas Schwab · Wolfgang Staudinger              | 42,267 | 42,367 | 1:24,634 |
| 9.       | Egyesült Államok (USA)-1 · Ronald Rossi · Doug Bateman          | 42,400 | 42,251 | 1:24,651 |
| 10.      | Olaszország (ITA)-2 · Helmuth Brunner · Walter Brunner          | 42,039 | 42,749 | 1:24,788 |
| 11.      | Románia (ROU) · Ioan Apostol · Laurenţiu Bălănoiu               | 42,918 | 42,742 | 1:25,660 |
| 12.      | Japán (JPN) · Takagi Takasi · Hirakava Cukasza                  | 43,047 | 42,980 | 1:26,027 |
| 13.      | Egyesült Államok (USA)-2 · Frank Masley · Raymond Bateman       | 43,047 | 43,284 | 1:26,331 |
| 14.      | Csehszlovákia (TCH) · Stanislav Ptáčník · Martin Förster        | 44,361 | 43,562 | 1:27,923 |
| 15.      | NDK (GDR)-2 · Hans-Joachim Menge · Detlef Bertz                 | 46,935 | 47,238 | 1:34,173 |